# Кастильоне д'Орча
Кастильо̀не д'О̀рча (на италиански: Castiglione d'Orcia) е малко градче и община в централна Италия, провинция Сиена, регион Тоскана. Разположено е на 540 m надморска височина. Населението на общината е 2485 души (към 2010 г.).